# Ullíbarri-Jáuregui
Ullíbarri-Jáuregui (oficialmente Ullíbarri-Jáuregui/Uribarri-Jauregi)  es un concejo del municipio de San Millán, en la provincia de Álava, País Vasco (España).

## Historia
Hacia mediados del siglo XIX, el lugar, ya por entonces perteneciente a San Millán, tenía contabilizada una población de 95 habitantes. Aparece descrito en el decimoquinto volumen del Diccionario geográfico-estadístico-histórico de España y sus posesiones de Ultramar de Pascual Madoz con las siguientes palabras:

ULLIBARRI-JAUREGUI: l. del ayunt. de San Millan, en la prov. de Alava (á Vitoria 3 1/4 leg.), part. jud. de Salvatierra (1 1/4), aud. terr. de Búrgos (23), c. g. de las Provincias Vascongadas, dióc. de Calahorra (16): sit. á la falda de un monte; clima húmedo, y reina el viento N. Tiene 23 casas; escuela de primera educacion para ambos sexos, frecuentada por 60 alumnos y dotada con 28 fan. de trigo; igl. parr. (La Concepcion) matriz de la de Jáuregui, y servida por un beneficiado; 2 ermitas (San Miguel y San Victor), y para surtido del vecindario varias fuentes de aguas potables. El térm. confina N. Chinchetru; E. Laminoria; S. Adana, y O. Guereña; comprendiendo dentro de su circunferencia un monte bastante poblado de robles y hayas. El terreno es regular, y en él tiene orígen un arroyo de poca consideracion. caminos: el que dirige á la cap. y otros locales, en mal estado: el correo se recibe de Salvatierra. prod.: trigo, maiz, cebada, avena, alholva, patatas, mijo y legumbres; cria de ganado de toda especie; caza de liebres, perdices y codordices. ind.: una fáb. de teja y ladrillo y un molino harinero. pobl.: 12 vec., 95 alm. contr.: con su ayunt. (V.).
(Madoz, 1849, p. 213)

En 2022, tenía empadronados ochenta habitantes.

## Demografía
| Gráfica de evolución demográfica de Ullíbarri-Jáuregui entre 2000 y 2017 |
|                                                                          |
| Población de derecho según los censos de población del INE.              |

## Patrimonio
Hay en el concejo una iglesia de la Purísima Concepción.